# Паралелізм бітового рівня
Паралелізм бітового рівня — вид паралельних обчислень, що ґрунтується на збільшенні розміру машинного слова.

## Історія
Впродовж багатьох років комп'ютери залишалися послідовними, адже їх продуктивності вистачало для розв'язання задач того часу. Першим паралельним комп'ютером став створений у 1951 спеціалістами Массачусетського технологічного інституту Whirlwind I.
З появою перших мікропроцесорів на початку 1970-х років, збільшення розміру машинного слова стало основним напрямком прогресу при розробці нових моделей мікропроцесорів. Спочатку використовувалися 4-розрядні мікропроцесори, які з часом заміняли на 8-, 16-, 32- та 64-розрядні.

## Розвиток
Ключова особливість даного виду обчислень, яка зумовила його становлення та розвиток полягає в тому, що кожне подвоєння машинного слова знижувало кількість інструкцій, необхідних для обробки даних, що мають довжину більшу, ніж розмір машинного слова мікропроцесорів попереднього покоління. Наприклад: 8 — розрядний процесор повинен додати два 16-розрядних цілих числа. У такому випадку процесор повинен спочатку додати 8 бітів нижчого порядку від кожного цілого, потім додати 8 бітів вищого порядку, що вимагає дві інструкції для виконання однієї операції, тоді як 16-розрядний процесор зможе завершити цю операцію в рамках однієї інструкції. Процесори з більшим розміром машинного слова, відповідно, в рамках однієї інструкції можуть опрацювати значно більші масиви даних та виконати складніші операції.
Однак, можливості збільшення продуктивності за рахунок збільшення розміру машинного слова були практично вичерпані з появою 32-розрядного мікропроцесора у 1985 році. Значно пізніша поява 64-розрядних мікропроцесорів переважно пов'язана зі збільшенням адресного простору, а не продуктивності.
 Процесорів загального призначення з більшою розрядністю машинного слова, станом на 2016 рік, не існує.